# 阿尔费纳斯
阿尔费纳斯是巴西米纳斯吉拉斯州的一个市镇。总面积848.32平方公里，总人口74505人，人口密度87.8人/平方公里。